# Золотопотіцький деканат УГКЦ
Золотопотіцький деканат (протопресвітеріат) Бучацької єпархії УГКЦ — релігійна структура УГКЦ, що діє на території Тернопільської області України.

## Декани
Декан (протопресвітер) Золотопотіцький — о. Ігор Вовк.

## Парафії деканату
| Парафії                                     | Населені пункти   |
| ------------------------------------------- | ----------------- |
| Святого Миколая                             | с. Берем'яни      |
| Успіння Пресвятої Богородиці                | с. Возилів        |
| Усікновення голови святого Івана Хрестителя | с. Губин          |
| Царя Христа                                 | с. Жизномир       |
| Святого архістратига Михаїла                | с. Жнибороди      |
| Пресвятої Трійці                            | смт Золотий Потік |
| Святого архістратига Михаїла                | с. Космирин       |
| Святої Параскеви П'ятниці                   | с. Костільники    |
| Зіслання Святого Духа                       | с. Млинки         |
| Святих верховних апостолів Петра і Павла    | с. Миколаївка     |
| Святого пророка Іллі                        | с. Рублин         |
| Святого великомученика Димитрія             | с. Скоморохи      |
| Покрови Пресвятої Богородиці                | с. Сновидів       |
| Святого Миколая                             | с. Соколів        |
| Святої Параскеви Терновської                | с. Сороки         |
| Різдва Пресвятої Богородиці                 | с. Стінка         |